# Pezzotaiet

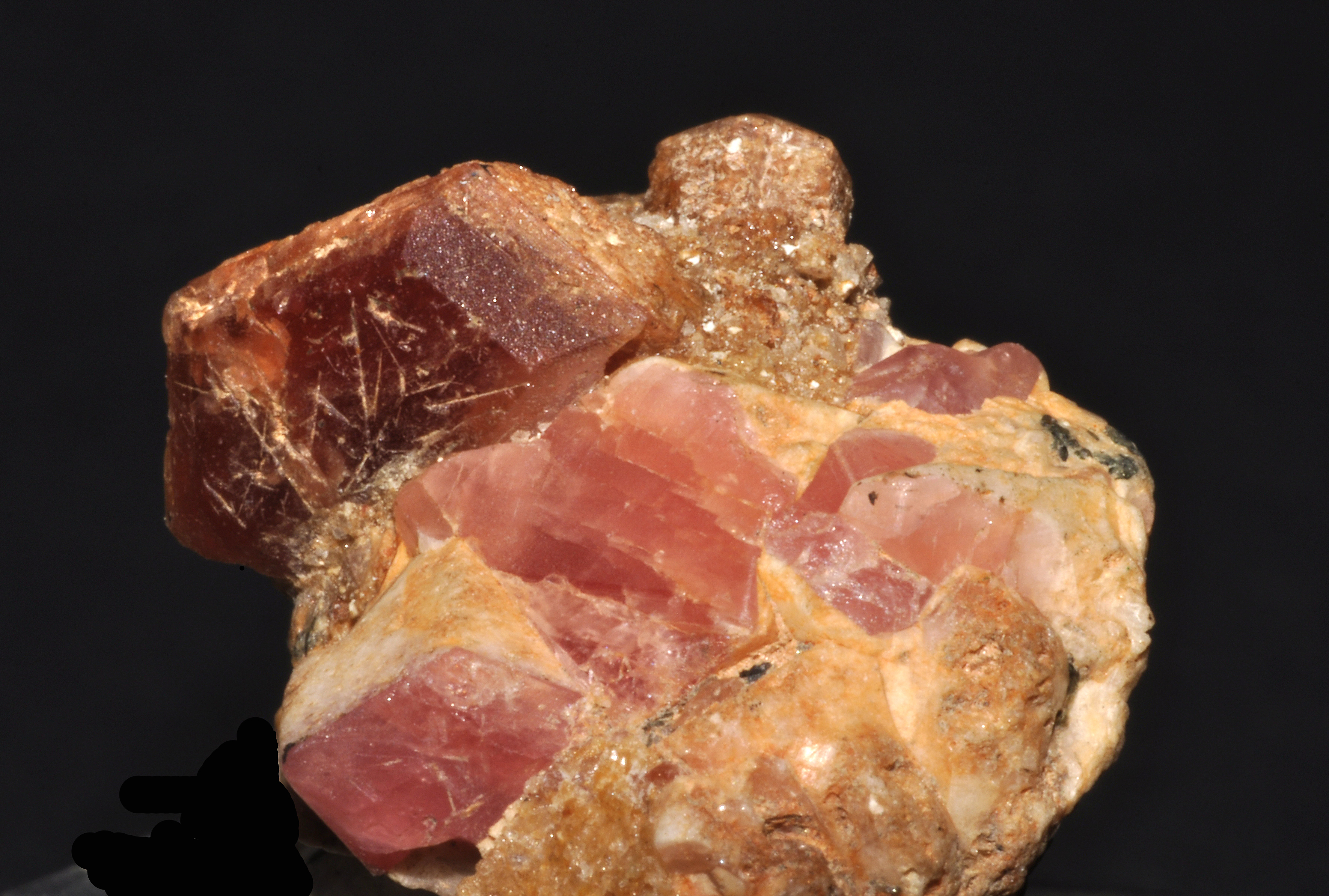

Het mineraal pezzotaiet is een cesium-beryllium-lithium-aluminium-silicaat met de chemische formule Cs(Be2Li)Al2Si6O18. Het cyclosilicaat behoort tot de beril-groep.

## Eigenschappen
Het doorzichtig tot doorschijnend roze of framboosrode pezzotaiet heeft een glasglans, een witte streepkleur en de splijting is imperfect volgens het kristalvlak [001]. Pezzotaiet heeft een gemiddelde dichtheid van 2,97 en de hardheid is 8. Het kristalstelsel is trigonaal en de radioactiviteit van het mineraal is nauwelijks meetbaar. De gamma ray waarde volgens het American Petroleum Institute is 212,96.

## Naamgeving
Het mineraal pezzotaiet is genoemd naar de Italiaanse mineraloog Federico Pezzotta, vanwege zijn uitgebreide onderzoek naar de pegmatieten van Madagaskar.

## Voorkomen
Zoals andere cesium-, beryllium- en lithium-houdende mineralen, is pezzotaiet een mineraal dat voornamelijk voorkomt in granitische pegmatieten. De typelocatie is de Sakavalana pegmatiet, nabij Mandosonoro, Antsirabe, Fianarantsoa, Madagaskar.